# Viersamige Wicke
Die Viersamige Wicke (Vicia tetrasperma) ist eine Pflanzenart aus der Gattung Vicia in der Unterfamilie der Schmetterlingsblütler (Faboideae) innerhalb der Familie der Hülsenfrüchtler (Fabaceae). Sie ist ursprünglich vom Mittelmeerraum bis Westasien verbreitet und in vielen Gebieten der Welt ein Neophyt.

## Beschreibung

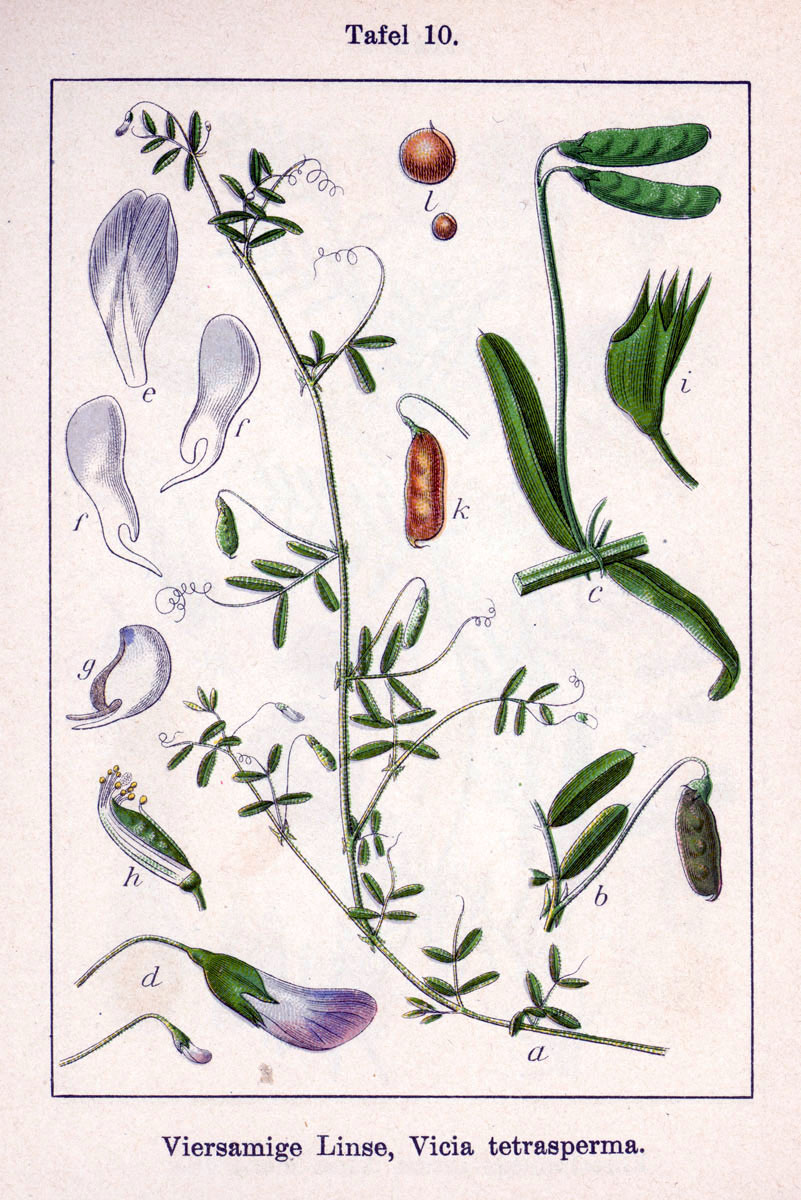
Illustration aus Sturm

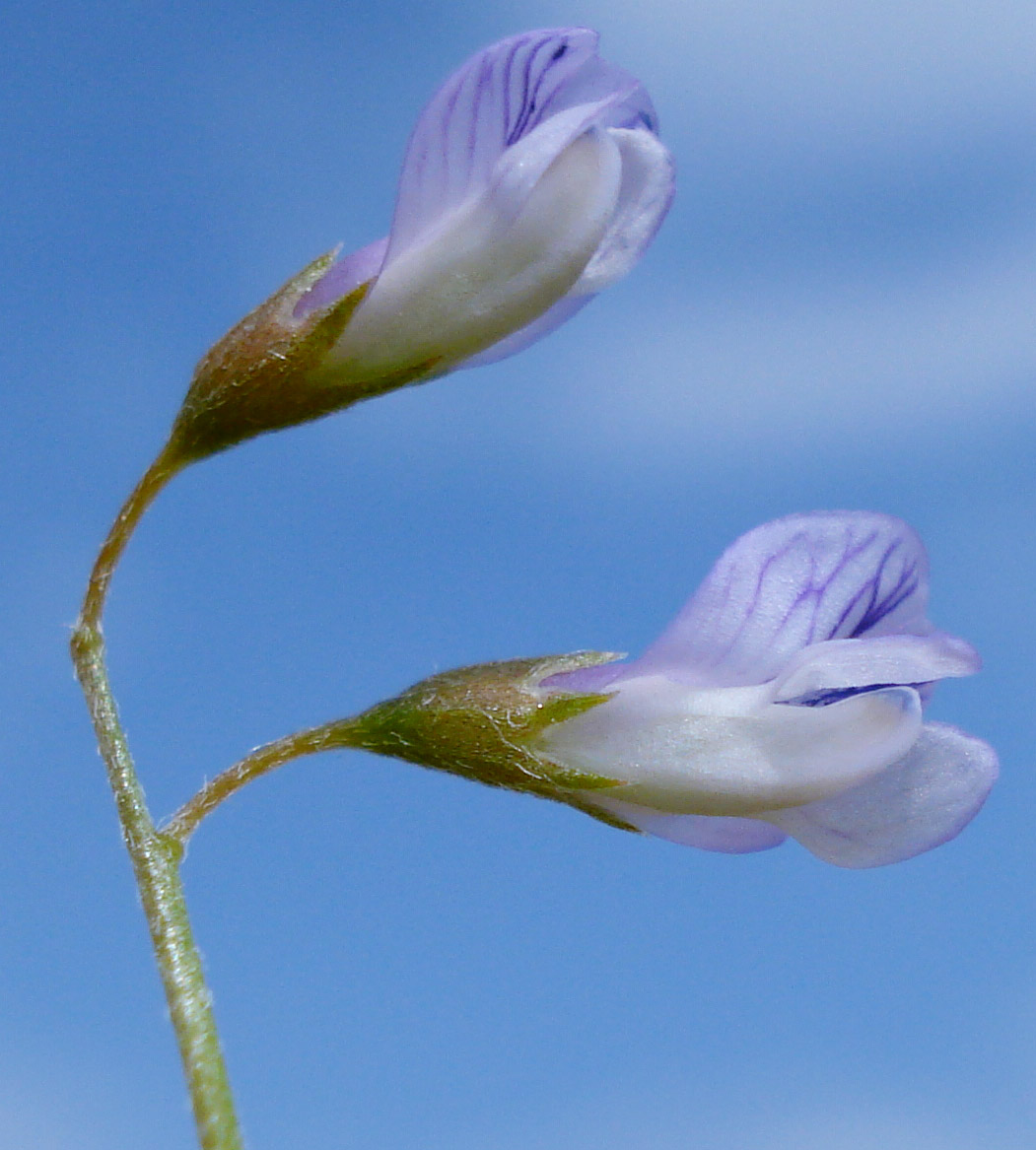
Blütenstand mit zygomorphen Blüten im Detail

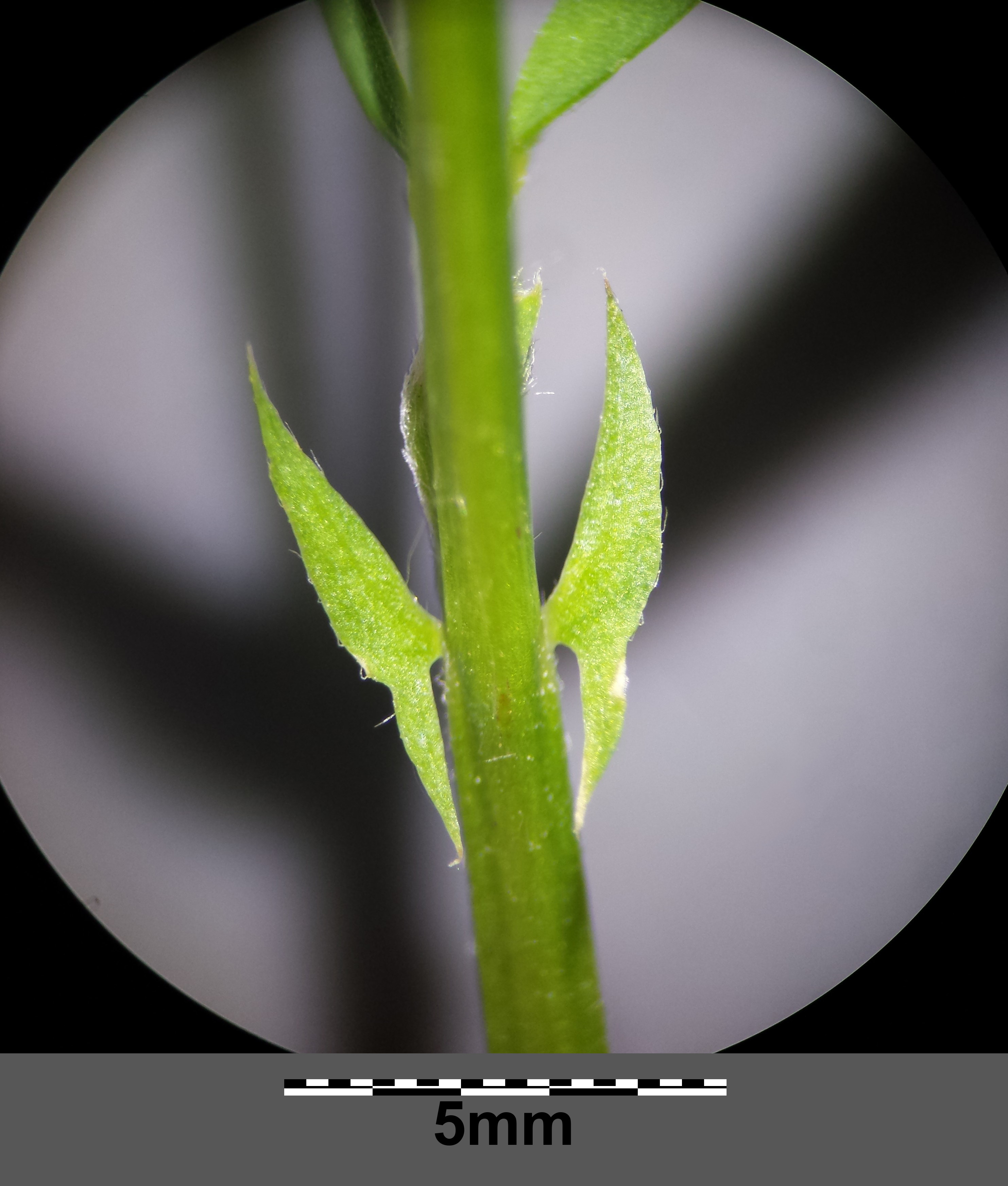
Stängel mit Nebenblättern

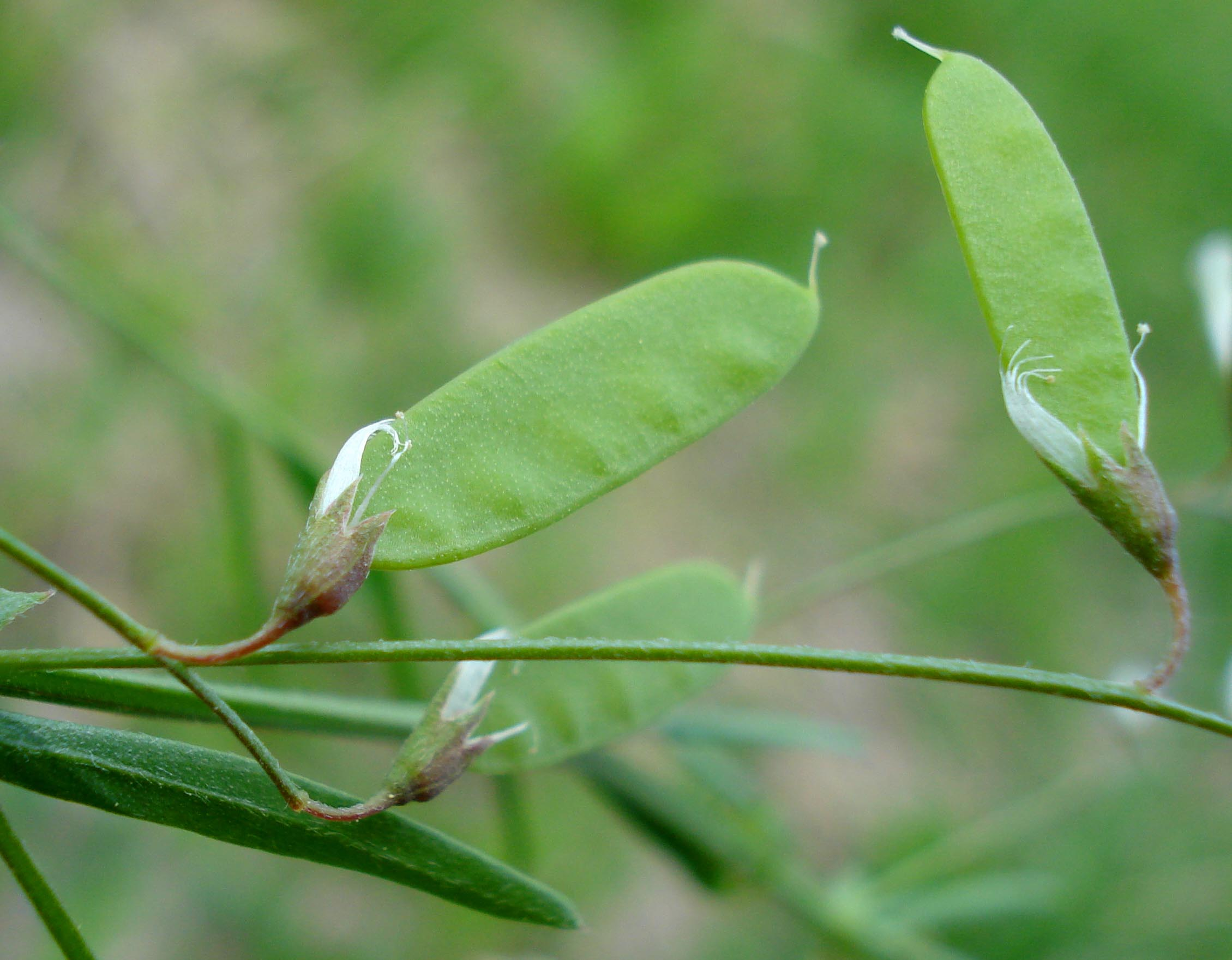
Unreife Hülsenfrüchte

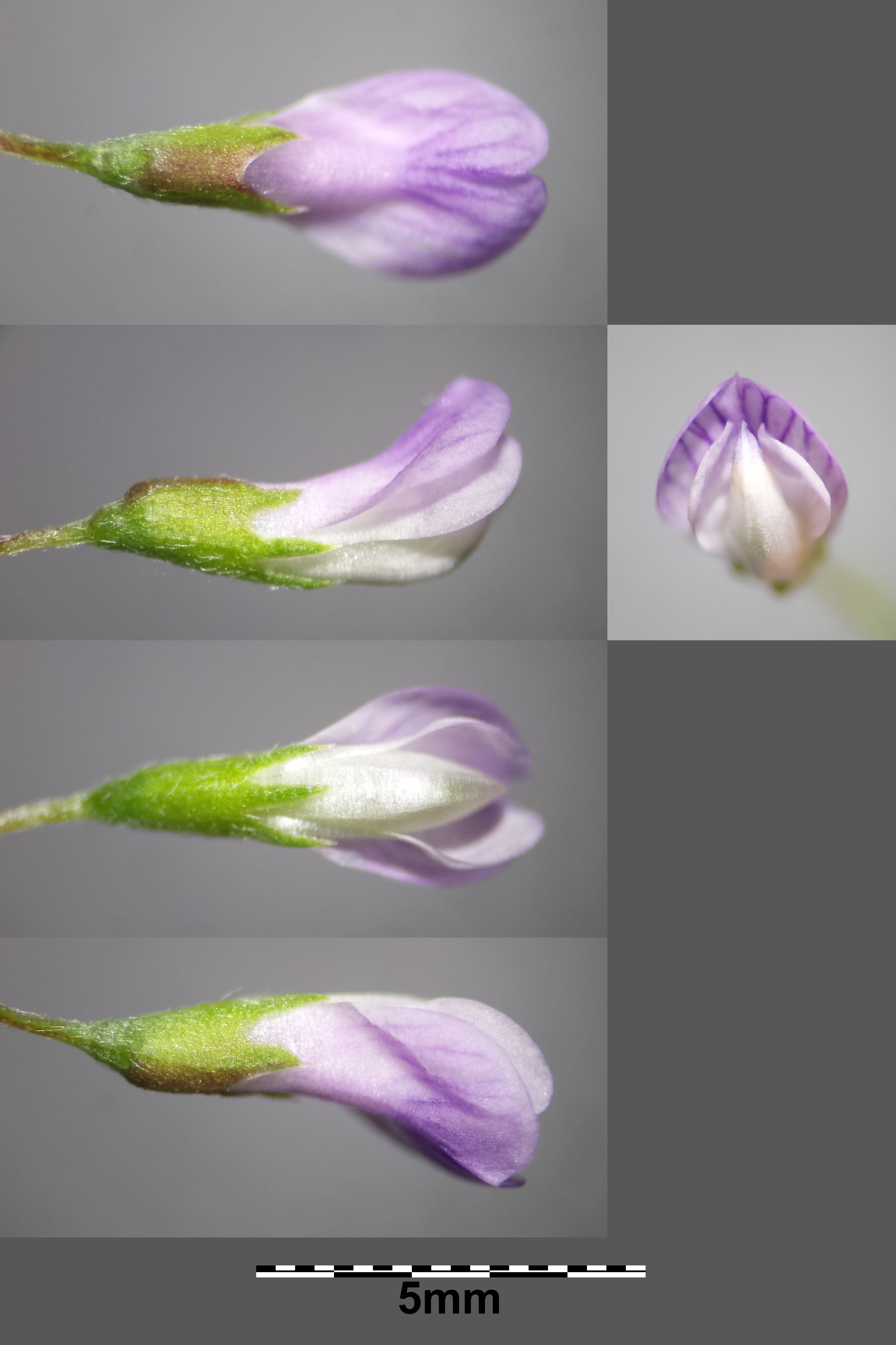
Blüte

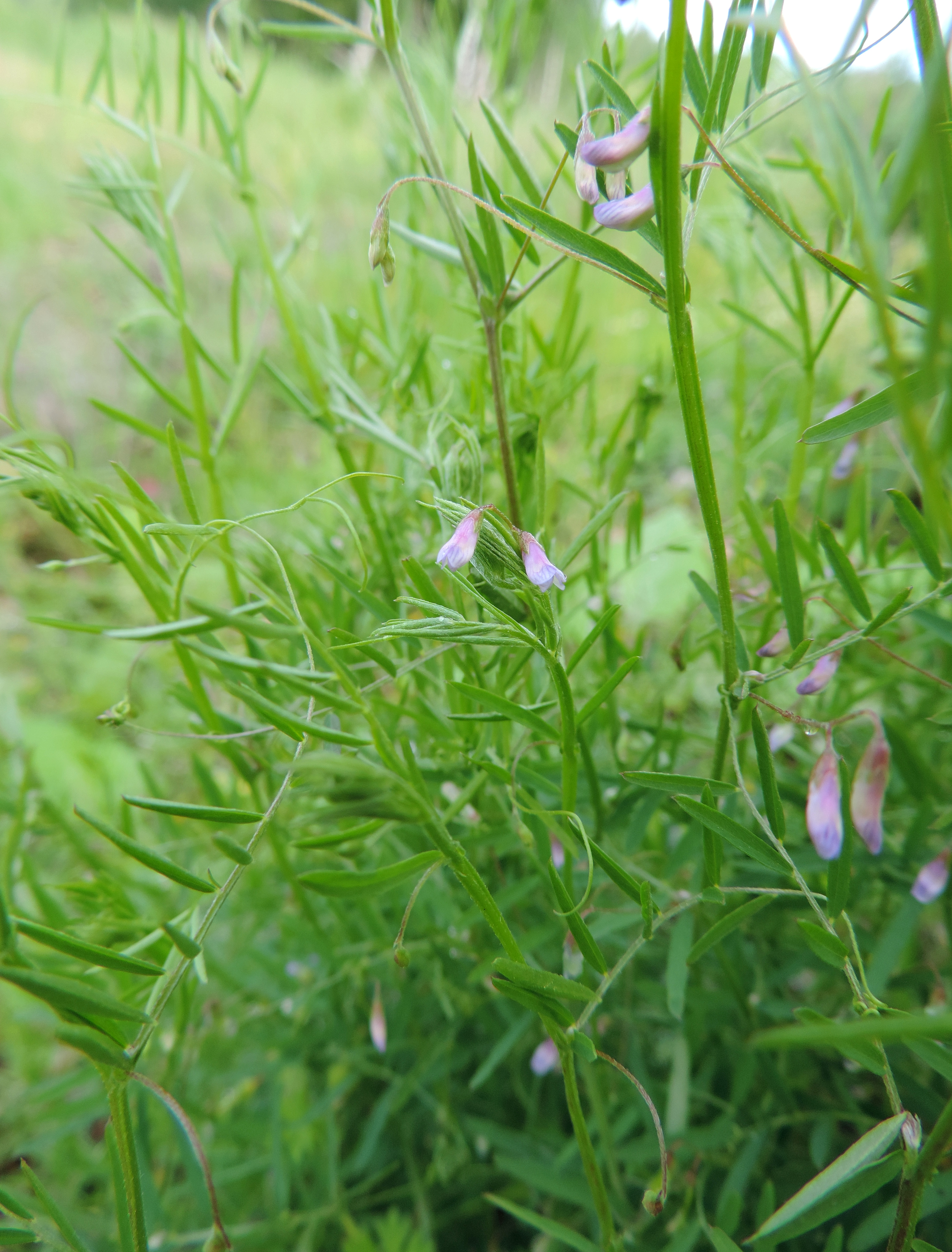
Viersamige Wicke (Vicia tetrasperma)

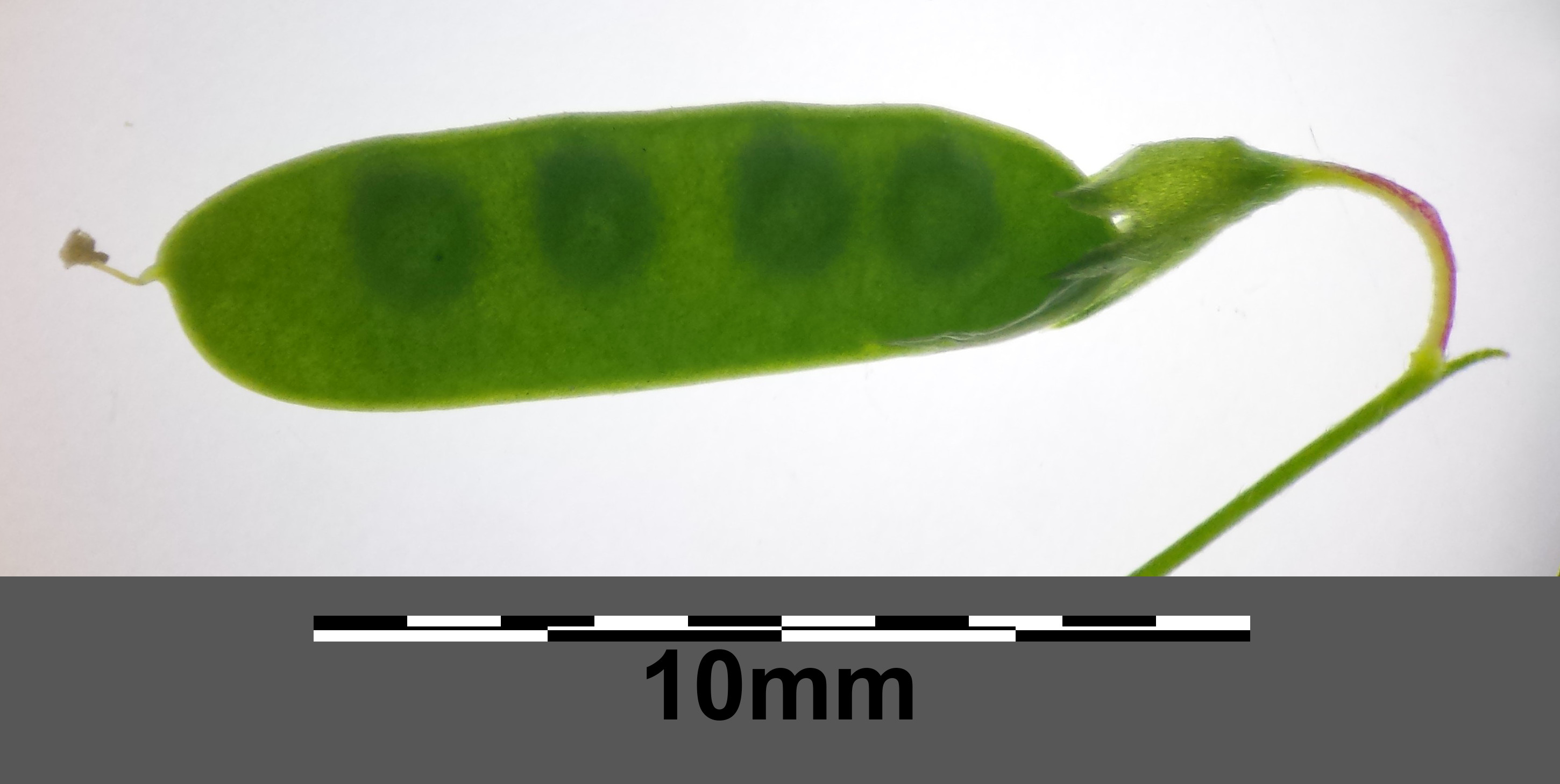
Hülsenfrucht im Durchlicht

### Erscheinungsbild und Blatt
Die Viersamige Wicke ist eine einjährige oder überwinternd-einjährige krautige Pflanze, sie ist ganz kahl oder zerstreut behaart. Die Stängel sind meistens zahlreich, etwa 10 bis 50 cm lang, niederliegend oder kletternd, sehr dünn und schwach kantig.
Die Laubblätter sind kürzer bis wenig länger als die Stängelinternodien und besitzen eine lange, meistens einfache, selten zwei- oder mehrteilige, nur an den untersten Laubblättern fehlende Ranke. Sie sind mit meistens drei oder vier Paar Blättchen ausgestattet. Diese sind lineal, mehr oder weniger 0,5 bis 2 cm lang und 0,5 bis 3 mm breit, stumpf oder spitz (nicht ausgerandet), frischgrün und meistens ohne deutliche Seitennerven. Die Nebenblätter sind halbpfeilförmig, die oberen schmallineal, ungeteilt und spitz.

### Blütenstand und Blüte
Die Blütezeit liegt meist in den Monaten Mai bis Juni, oft blüht sie noch einmal im September und Oktober. Meistens nur eine, seltener zwei bis fünf Blüten stehen in Blütenständen, die eine 1,5 bis 4 cm lange, dünne, meistens nicht in eine Granne auslaufende Achse besitzen. 
Die zwittrigen Blüten sind bei einer Höhe von 5 bis 9 Millimetern zygomorph und fünfzählig mit doppelter Blütenhülle. Die fünf Kelchblätter sind kreiselförmig verwachsen. Von den sehr ungleichen Kelchzähnen sind die unteren pfriemlich und so lang wie oder länger als die Kelchröhre, die oberen sind viel kürzer und von dreieckiger Gestalt. Die fünf bläulichweißen bis helllilafarbenen Kronblätter stehen in der typischen Form der Schmetterlingsblüte zusammen. Die Fahne ist violett geadert. 

### Frucht und Samen
Die kurz gestielten Hülsenfrüchte sind bei einer Länge von 1 bis 1,5 Zentimetern sowie einer Breite von 3 bis 4 Millimetern linealisch, am oberen Ende abgerundet, mit scharf abgesetztem, birnförmigem Griffelrest versehen, flach, meistens völlig kahl. Bei Reife färben sich die Hülsenfrüchte hell-lederbraun und enthalten meistens vier oder fünf Samen.
Die matt grünlich-grauen bis dunkel-braunen Samen sind bei einer Länge von 1,5 bis 2 Millimetern linsenförmig bis fast kugelig.

### Chromosomensatz
Die Chromosomenzahl beträgt 2n = 14.

## Vorkommen
Vicia tetrasperma kommt in Europa (ursprünglich jedoch nur in Südeuropa), Westasien und Nordafrika vor. Sie ist fast weltweit ein Neophyt. Die Viersamige Wicke ist ein submediterran-eurasiatisches Florenelement. In Europa kommt sie in fast allen Ländern vor und fehlt nur in Island. Die Viersamige Wicke ist in Mitteleuropa verbreitet und kommt meistens häufig vor.
In Deutschland ist die Viersamige Wicke verbreitet und meist häufig zu finden; sie fehlt jedoch weitgehend in den Alpen bzw. im Alpenvorland. 
Die Viersamige Wicke kommt in Mitteleuropa hauptsächlich auf Äckern vor, besonders auf kalkarmen Sand- und Tonböden, seltener an Feldrainen, Wegrändern, auf Schutt, in Magerwiesen, Heiden und in Gebüschen. Pflanzensoziologisch ist sie in Mitteleuropa eine schwache Charakterart des Alchemillo-Matricarietum bzw. des Vicietum tetraspermae (Aperion-Verband); sie kommt aber auch in bodensauren Molinion-Gesellschaften vor.
Die ökologischen Zeigerwerte nach Landolt et al. 2010 sind in der Schweiz: Feuchtezahl F = 3+w (feucht aber mäßig wechselnd), Lichtzahl L = 3 (halbschattig), Reaktionszahl R = 3 (schwach sauer bis neutral), Temperaturzahl T = 4 (kollin), Nährstoffzahl N = 3 (mäßig nährstoffarm bis mäßig nährstoffreich), Kontinentalitätszahl K = 3 (subozeanisch bis subkontinental).

## Taxonomie
Die Viersamige Wicke wurde 1753 von Carl von Linné in Species Plantarum Band 2, Seite 738 als Ervum tetrasperemum erstbeschrieben. Die Art wurde 1771 von Johann Christian Daniel von Schreber in Spicilegium Florae Lipsicae Seite 26 als Vicia tetrasperma (L.) Schreb. in die Gattung Vicia versetzt.

## Belege